# Tadeusz Łękawski (podpułkownik)
Tadeusz Łękawski (ur. 14 października 1894 we Lwowie, zm. 11 lipca 1983 w Gdańsku) – podpułkownik kawalerii Wojska Polskiego, działacz niepodległościowy, ułan Legionów Polskich, kawaler Orderu Virtuti Militari.

## Życiorys
Urodził się w rodzinie Kazimierza i Leokadii z Radwańskich. Absolwent gimnazjum w Krakowie i student Uniwersytetu Jagiellońskiego. Od 16 sierpnia 1914 w Legionach Polskich. Żołnierz 2 szwadronu w 2 pułku ułanów. Szczególnie odznaczył się 13 czerwca 1915 w szarży pod Rokitną, za udział w której został odznaczony Krzyżem Srebrnym Orderu Virtuti Militari.
Po kryzysie przysięgowym wraz z pułkiem w składzie Polskiego Korpusu Posiłkowego. Internowany w Witkowicach. Od 1 listopada 1919 w szeregach odrodzonego Wojska Polskiego, początkowo w 2 pułku ułanów, a następnie jako dowódca plutonu w 2 pułku szwoleżerów, z którym brał udział w walkach na froncie wojny polsko-bolszewickiej. Ranny 26 lipca 1920 w szarży pod Szczurowicami. Po zakończeniu wojny jako żołnierz zawodowy pozostał nadal w 2 pułku. Zajmował w nim m.in. stanowiska: dowódcy 3 szwadronu, oficera materiałowego. 18 lutego 1928 został mianowany majorem ze starszeństwem z 1 stycznia 1928 i 17. lokatą w korpusie oficerów kawalerii. W kwietniu tego roku został przesunięty ze stanowiska dowódcy szwadronu na stanowisko kwatermistrza. W styczniu 1931 został przesunięty na stanowisko zastępcy dowódcy pułku. 27 czerwca 1935 został mianowany podpułkownikiem ze starszeństwem z 1 stycznia 1935 i 2. lokatą w korpusie oficerów kawalerii.
Od 3 września 1939 dowodził pułkiem podczas wojny obronnej. Od 17 września w niewoli niemieckiej. Po wyzwoleniu obozu 6 lutego 1945 wrócił do Polski. Od 1959 na emeryturze.
Zmarł w Gdańsku, pochowany na Cmentarzu Starym w Starogardzie Gdańskim.
Był żonaty z Mileną Rudnicką z Ciechanowskich (1899–1990), nie miał dzieci.

## Ordery i odznaczenia
- Krzyż Złoty Orderu Wojskowego Virtuti Militari[10]
- Krzyż Srebrny Orderu Wojskowego Virtuti Militari nr 5463[10][11][12]
- Krzyż Niepodległości – 6 czerwca 1931 „za pracę w dziele odzyskania niepodległości”[13][14]
- Krzyż Kawalerski Orderu Odrodzenia Polski – 10 listopada 1938 „za zasługi na polu pracy społecznej”[15][16]
- Krzyż Walecznych dwukrotnie[10]
- Złoty Krzyż Zasługi – 10 listopada 1928[17][10]
- Medal Pamiątkowy za Wojnę 1918–1921
- Medal Dziesięciolecia Odzyskanej Niepodległości
- Odznaka za Rany i Kontuzje
- Odznaka pamiątkowa 2 Pułku Szwoleżerów Rokitniańskich
- Odznaka pamiątkowa „Krzyż Rokitniański”